# Hamzah Saleh
Hamzah Saleh (en árabe: حمزة صالح‎, nacido el 19 de abril de 1967 en Medina, Medina) es un exfutbolista saudita. Jugaba de centrocampista y su último club fue el Ohod de Arabia Saudita.
Saleh desarrolló su carrera en varios clubes, entre los que se encuentran Al Ahli, Al Ansar y Ohod. Además, fue internacional absoluto por la Selección de fútbol de Arabia Saudita y disputó las Copas Mundiales de la FIFA de 1994 y 1998.

## Trayectoria

### Clubes
| Club     | País           | Año         |
| -------- | -------------- | ----------- |
| Al Ahli  | Arabia Saudita | 1991 - 2000 |
| Al Ansar | Arabia Saudita | 2000 - 2001 |
| Ohod     | Arabia Saudita | 2001 - 2006 |

### Selección nacional
| Selección | País           | Año         |
| --------- | -------------- | ----------- |
| Absoluta  | Arabia Saudita | 1992 - 1998 |

## Estadísticas

### Selección nacional
Fuente:
| Selección de Arabia Saudita | Selección de Arabia Saudita | Selección de Arabia Saudita |
| Año                         | Part.                       | Goles                       |
| --------------------------- | --------------------------- | --------------------------- |
| 1992                        | 2                           | 0                           |
| 1993                        | 5                           | 0                           |
| 1994                        | 20                          | 1                           |
| 1995                        | 2                           | 0                           |
| 1996                        | 0                           | 0                           |
| 1997                        | 1                           | 0                           |
| 1998                        | 10                          | 0                           |
| Total                       | 40                          | 1                           |

#### Goles internacionales
| No | Fecha                   | Sede                 | Oponente | Gol   | Resultado | Competición      |
| -- | ----------------------- | -------------------- | -------- | ----- | --------- | ---------------- |
| 1. | 29 de diciembre de 1994 | Riad, Arabia Saudita | Zambia   | 1 gol | 1-0       | Partido amistoso |

#### Participaciones en fases finales
| Torneo                         | Sede                   | Resultado        | Partidos | Goles |
| ------------------------------ | ---------------------- | ---------------- | -------- | ----- |
| Copa Rey Fahd 1992             | Arabia Saudita         | Subcampeón       | 0        | 0     |
| Copa Mundial de Fútbol de 1994 | Estados Unidos         | Octavos de final | 3        | 0     |
| Copa Rey Fahd 1995             | Arabia Saudita         | Primera fase     | 1        | 0     |
| Copa Asiática 1996             | Emiratos Árabes Unidos | Campeón          | 0        | 0     |
| Copa Confederaciones 1997      | Arabia Saudita         | Primera fase     | 0        | 0     |
| Copa Mundial de Fútbol de 1998 | Francia                | Primera fase     | 3        | 0     |

## Palmarés

### Títulos nacionales
| Título                           | Club    | País           | Año  |
| -------------------------------- | ------- | -------------- | ---- |
| Copa del Príncipe de la Corona   | Al Ahli | Arabia Saudita | 1998 |
| Liga de Primera División Saudita | Ohod    | Arabia Saudita | 2004 |

### Títulos internacionales
| Título                     | Club (*)       | Sede     | Año  |
| -------------------------- | -------------- | -------- | ---- |
| Copa de Naciones del Golfo | Arabia Saudita | Abu Dabi | 1994 |
| Copa Asiática              | Arabia Saudita | Abu Dabi | 1996 |

(*) Incluyendo la Selección